# Дманисский Сиони
Дмани́сский собор Божией Матери (груз. დმანისის ღვთისმშობლის სახელობის საკათედრო ტაძარი), также известный как Дманисский Сио́ни (груз. დმანისის სიონი) — раннесредневековая базилика, расположенная в центре исторического памятника Дманиси, разрушенного средневекового города в южной Грузии, в мхаре Квемо-Картли, находящегося на мысу в месте слияния рек Машавера и Пинезаури. Церковь имеет трёхъярусный неф, заметно выступающую апсиду и богато украшенный притвор, добавленный в начале XIII века. Дманисский Сиони — действующая церковь, отреставрированная в 2009 году. Она внесена в список недвижимых памятников культуры национального значения Грузии.

## История
Следуя средневековой грузинской традиции называть церкви в честь определённых мест на Святой Земле, собор в Дманиси носит название горы Сион в Иерусалиме. Церковь датируется VI—VII веком такими исследователями, как Георгий Чубинашвили, Леван Мусхелишвили и Вахтанг Беридзе, но эта традиционная датировка была впоследствии оспорена такими специалистами, как Э. Арджеванидзе, и определена IX веком. Храм служил резиденцией Дманисского епископа, пока одноимённая епархия не была упразднена около 1750 года. Она была восстановлена в августе 2003 года. Согласно средневековым грузинским хроникам, Дманиси служил местом захоронения царя Грузии Вахтанга III, умершего в 1308 году; его гробница не сохранилась. Позднее, как церковь, так и её двор использовались в качестве некрополя княжеского рода Бараташвили и его ответвления, княжеского рода Орбелиани, с XVI по XVIII век.

## Архитектура
Церковь описывается, следуя определению искусствоведа Чубинашвили, как «трёхцерковная базилика», то есть своеобразная грузинская конструкция, в которой центральный неф полностью отделён от других сплошными стенами, тем самым образуя три почти независимые друг от друга церкви. Исследователь Арджеванидзе определил Дманисский Сиони как зальную церковь с односторонней скатной крышей.
Церковь, без более поздних пристроек и притвора, занимает площадь в 23 на 11,5 метров. Она сложена из рядов небольших сероватых камней, с иногда встречающимися ровными тёсаными блоками, и покрыта плоской каменной черепицей. Из-за ряда реконструкций только средний неф сохранил свою первоначальную архитектурную форму. Он завершается выступающей полукруглой апсидой на восточной стороне, а пилястры во внутреннем пространстве создают арочные травеи между собой. Стены изнутри когда-то были полностью расписаны фресками: в алтарной апсиде сохранились сильно повреждённые изображения Мандилиона, святых и надписи XIII—XIV веков; фрагменты царского портрета и две сцены Судного дня различимы на северо-восточной и северо-западной пилястрах соответственно. На небольшой каменной плите в южной стене алтаря вырезано рельефное изображение двух человек, стоящих лицом друг к другу, а между ними — креста на пьедестале. Две боковых пристройки, на юге и севере, соответственно, являются сооружениями IX—X века, содержащими ризницу и жертвенник, обе с апсидами.
Где-то между 1213 и 1222 годами, в правление царя Грузии Георгия IV Лаши, к западной стороне базилики был пристроен притвор. Он богато украшен орнаментальной каменной резьбой в рельефе и обладает сводом, поддерживаемым четырьмя колоннами и арками. Все его три фасада, колонны и арки облицованы светло-зелёными гладко отёсанными каменными плитами. К северу от церкви возвышается прямоугольная колокольня, несколько раз перестраивавшаяся. Далее, к северо-востоку, находится небольшая однонефная церковь святой Марины, перестроенная в 1702 году Исахаром, опекуном картлийской принцессы Мариам.
Притвор украшают три надписи, выполненные средневековым грузинским шрифтом «асомтаврули». Одна из них, на западном фасаде, упоминает царя Георгия IV и епископа Феодосия, ктитора. В другой, также расположенной на западном фасаде, содержится имя сына Георгия IV, Давида VII, и повествуется о том, что епископ Дманиси отменил местный закон, который требовал оплаты свадебного обряда. Третья надпись, во внутренней юго-восточной колонне, посвящена некоему Апридону, который пожертвовал на строительство 30 дирхамов.